# PT-76

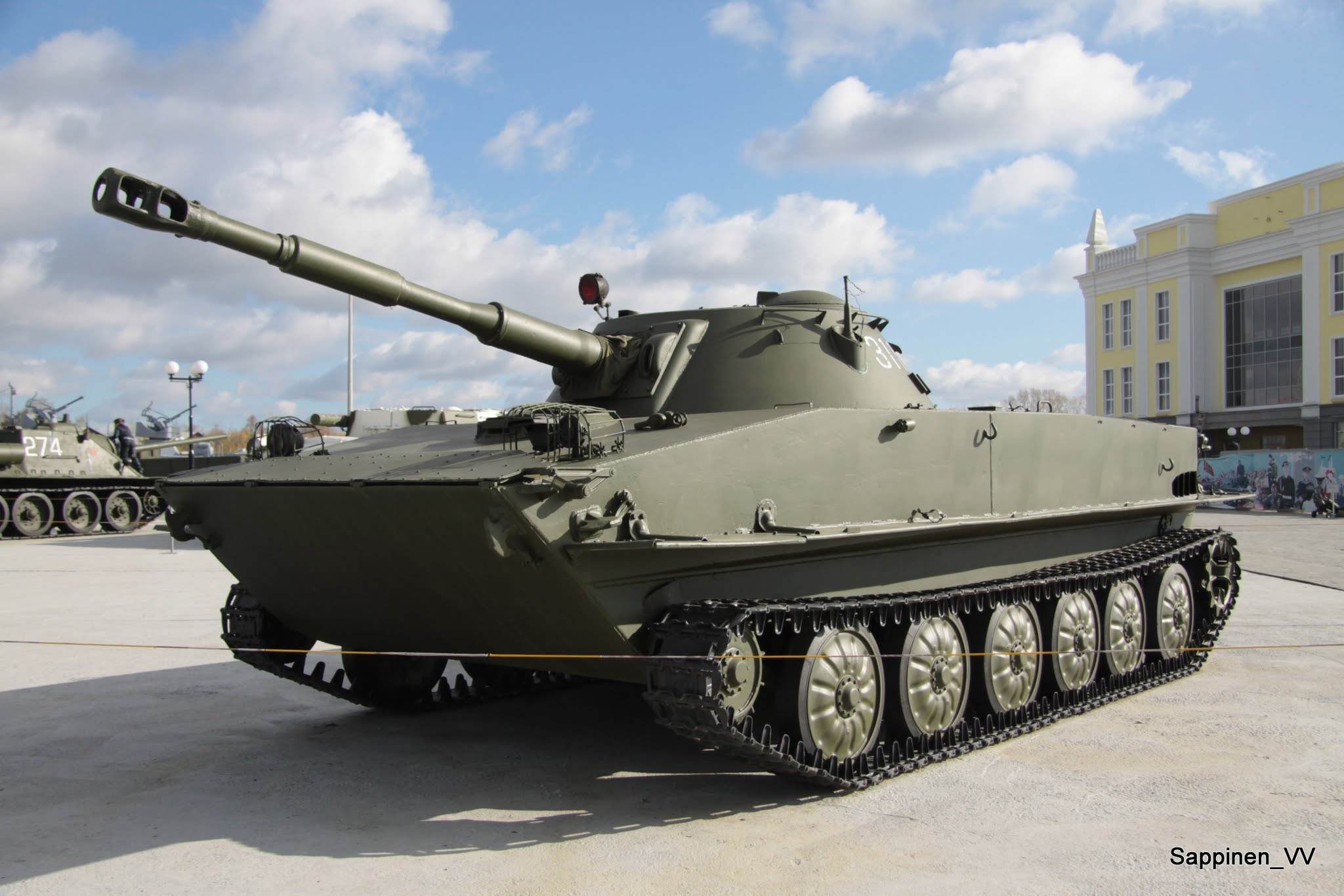

PT-76은 1950년대 초에 도입된 소련의 수륙양용 경전차이며 곧 소련 육군과 기타 바르샤바 조약 기구 군대의 표준 수색정찰 탱크가 되었다. 인도, 이라크, 시리아, 조선민주주의인민공화국, 베트남 민주 공화국 등 다른 국가들에도 널리 수출되었다.
이 탱크의 전체 이름은 Floating Tank–76 (плавающий танк, plavayushchiy tank 또는 ПТ-76)이다. 76은 76.2mm D-56T 시리즈 탱크 건을 장착한 데에서 유래되었다.
PT-76은 정찰 및 화력 지원에 사용된다.

## 같이 보기
- M551 셰리든
- SU-100